# Église Saint-Sauveur de Predanies
L'église Saint-Sauveur de Predanies (en catalan : Sant Salvador de Predanies) est une église romane située à Prats i Sansor, commune espagnole de la comarque (région) de Basse-Cerdagne en Catalogne. 

## Localisation
L'église est située à l'ouest du village de Prats, dans la commune de Prats i Sansor.

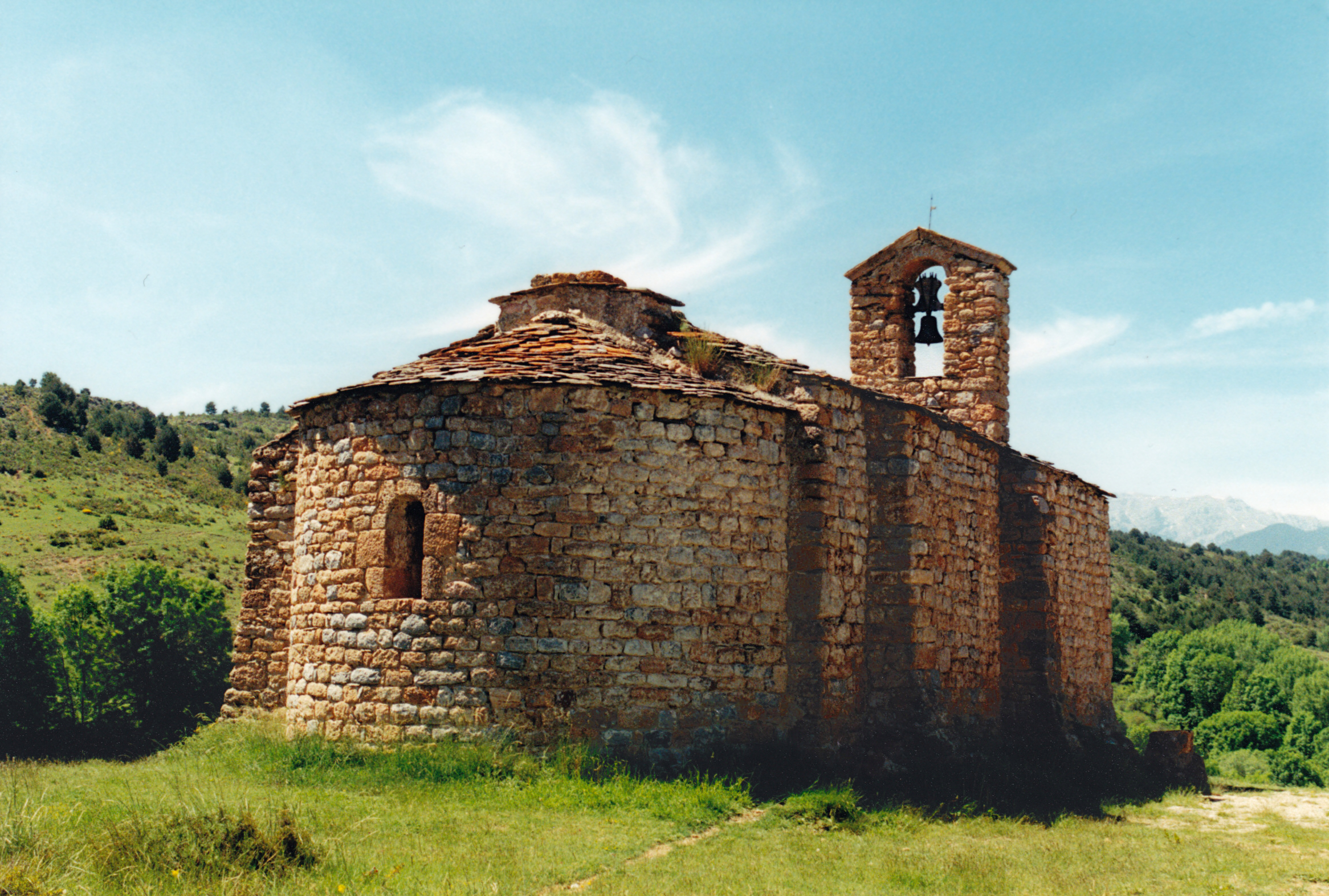
Le chevet

## Historique
L'église est mentionnée pour la première fois dans l'« Acte de Consécration de la Cathédrale de la Seu d'Urgell » au XIIe siècle, sous le nom d'Ecclesiam Sancti Salvatoris de Predances.
L'église romane actuelle date du XIIe siècle, sauf la façade occidentale modifiée au XVIIIe siècle. 
Elle a été restaurée durant les années 1960.

## Architecture
L'église, édifiée en pierre de taille assemblé en appareil irrégulier  et recouverte de lauzes, se compose d'une nef unique, d'un chevet semi-circulaire et d'un clocher-mur.
L'élément architectural le plus intéressant de l'église est son chevet constitué d'une abside semi-circulaire unique, percée d'une fenêtre axiale à simple ébrasement.
La façade occidentale est surmontée d'un clocher-mur selon une formule fréquente en Cerdagne et en Basse-Cerdagne (Saint-Fructueux de Llo, Saint-Romain de Caldegas, Notre-Dame-de-Belloch, Sainte-Marie de Mosoll...) mais ici le clocher-mur possède une baie campanaire unique. Cette façade occidentale a été modifiée au XVIIIe siècle par l'addition d'une nouvelle porte et d'un œil de bœuf.